# ウィスキー型潜水艦

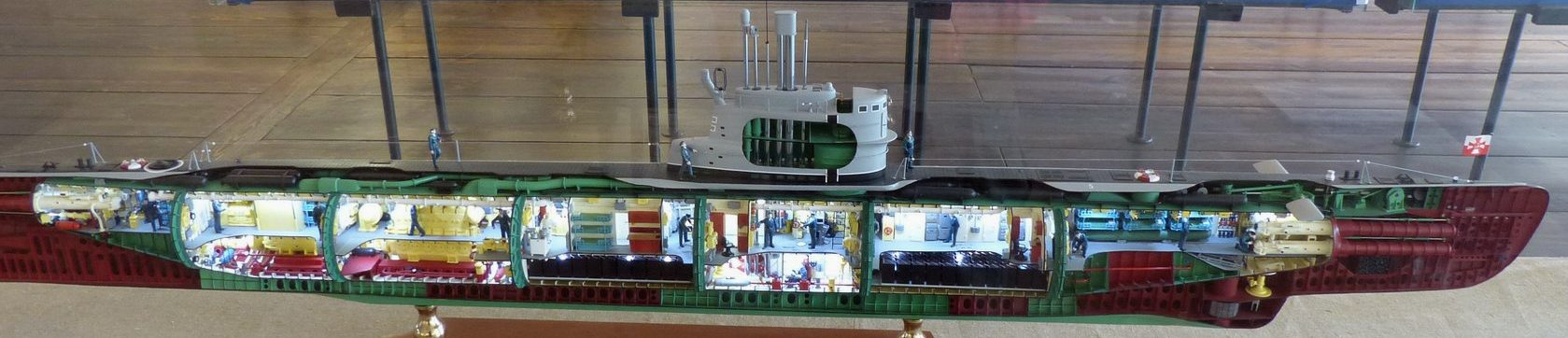
内部解説模型

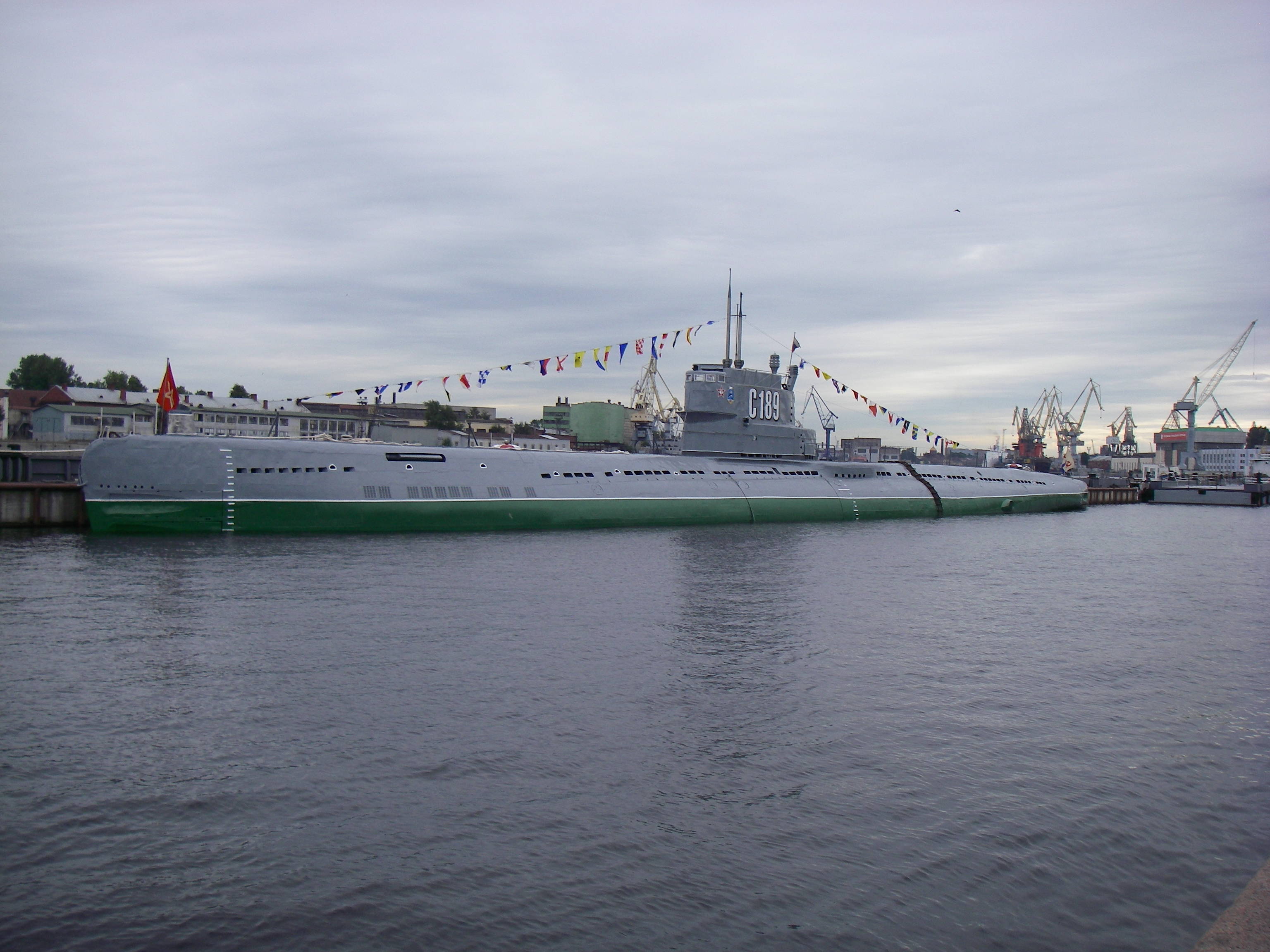
サンクトペテルブルクで博物館船となったウィスキー型潜水艦S-189（2007年撮影）

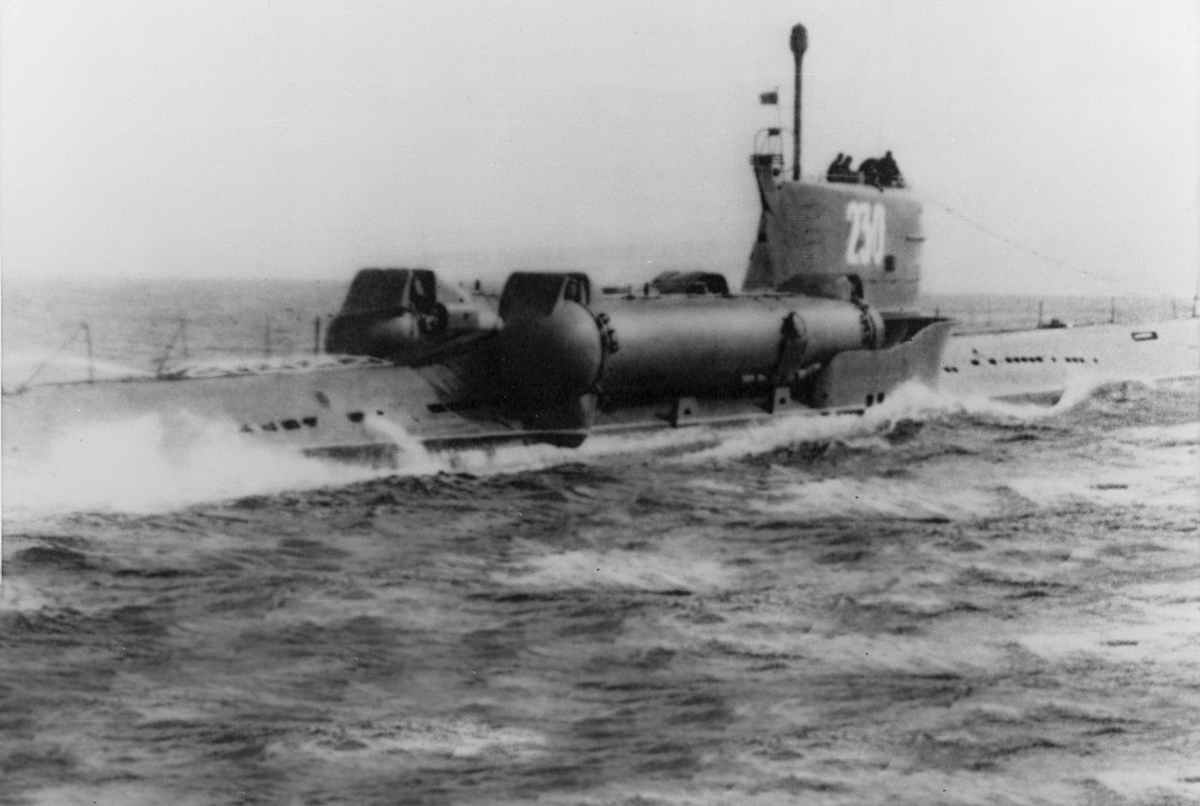
プロイェークト644 "ウィスキー・ツイン・シリンダー"

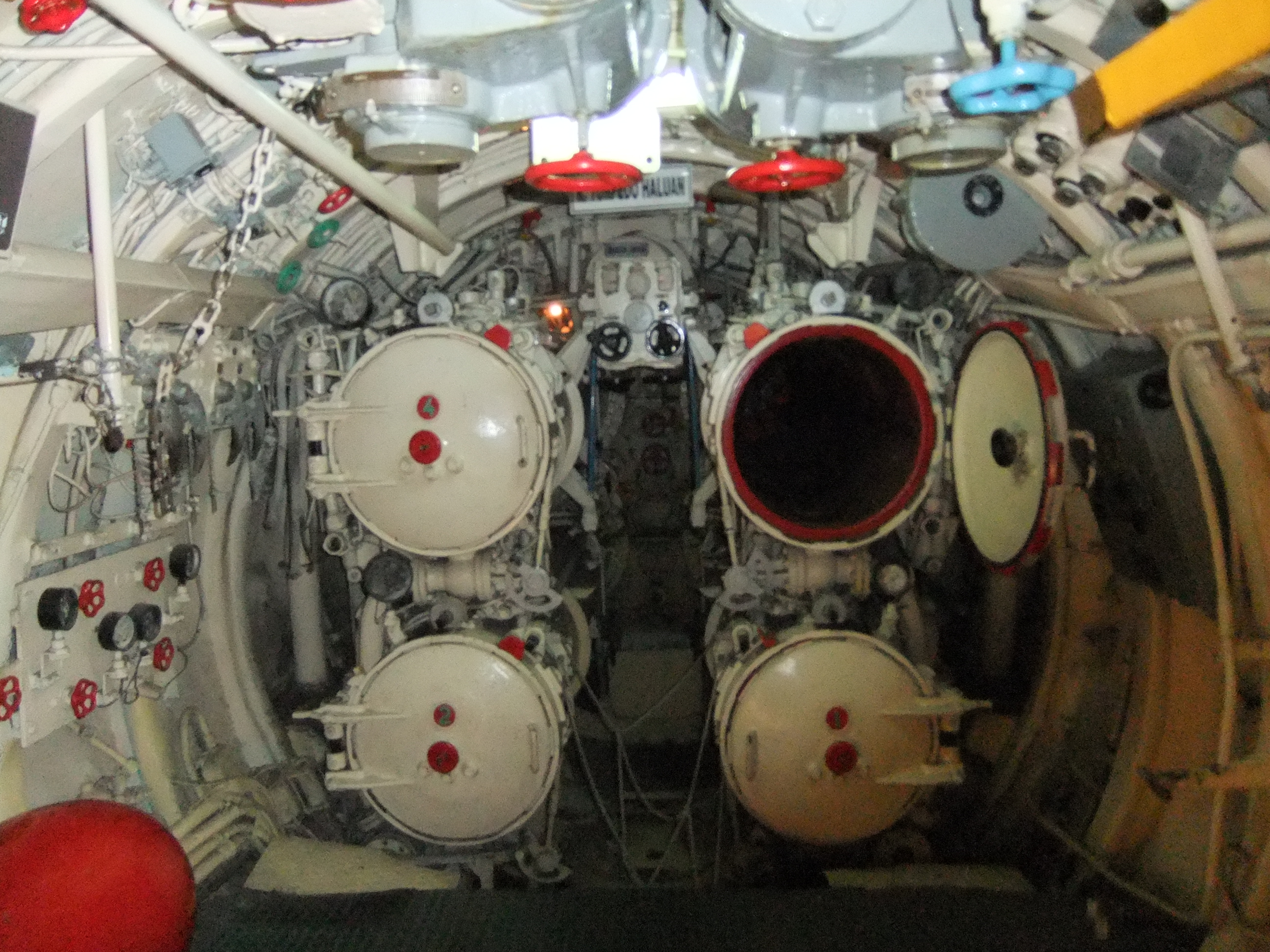
艦首魚雷発射管4門

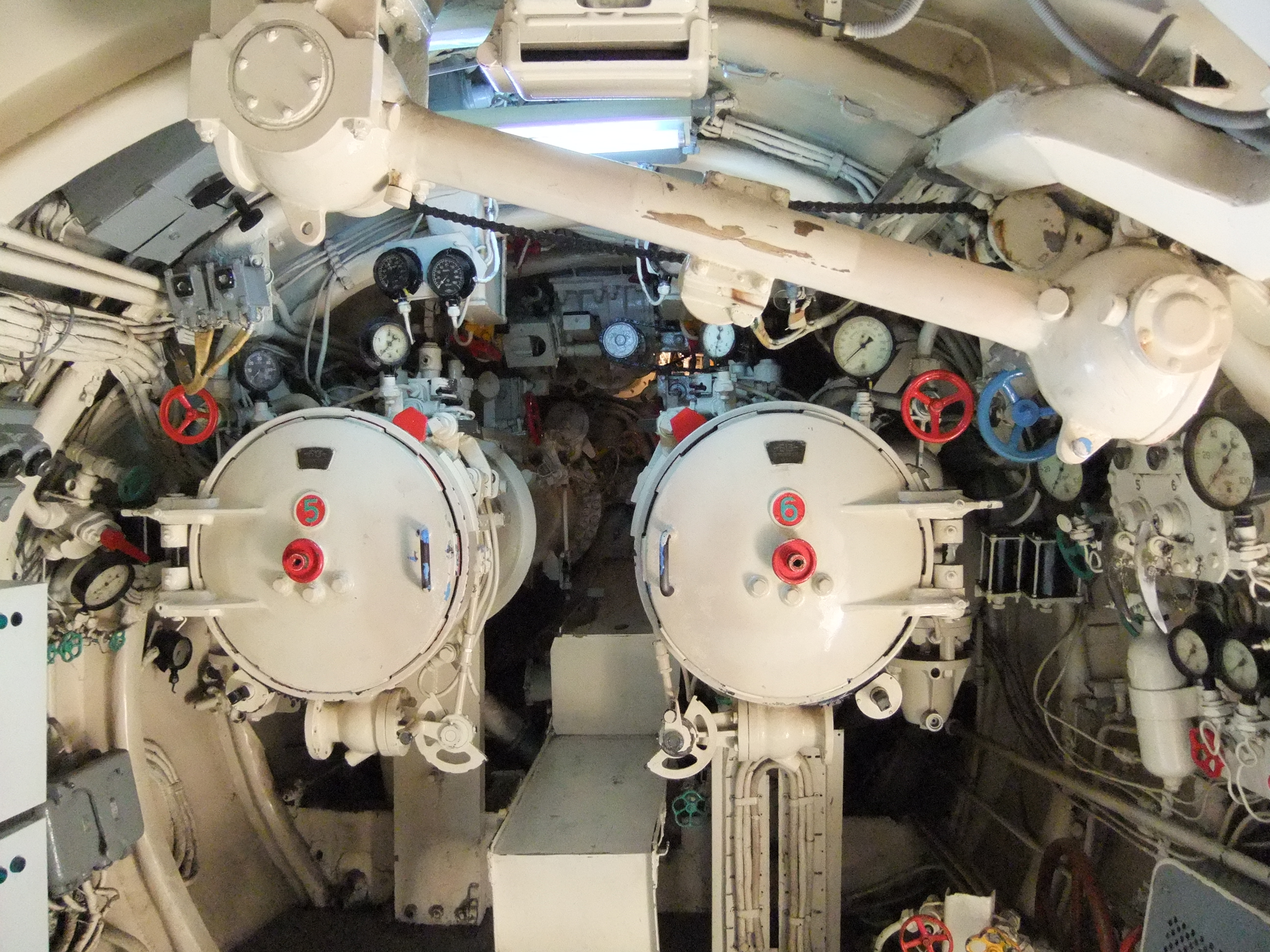
艦尾魚雷発射管2門

ウィスキー型潜水艦（ウィスキーがたせんすいかん 英語: Whiskey-class submarine）は、ソヴィエト/ロシア海軍の通常動力型潜水艦である。1・2・3・4・5型のサブタイプの他、多くの改造型が存在する。
ウィスキー型はNATOコードネームであり、ソ連海軍の計画名は613型潜水艦（ロシア語: Подводные лодки проекта 613）である。

## 概要
第二次世界大戦中に活躍したナチス・ドイツのXXI型潜水艦のデザインを大きく受けついだものであり、1949年から1958年にかけて合計236隻が生産された。
この潜水艦は当初沿岸警備潜水艦として設計されたが、1950年代から1960年代にかけてその一部が誘導ミサイル潜水艦として改造された。1956年ごろに最初の改造を受けたウィスキー型はP-5 (SS-N-3 Shaddock) 巡航ミサイル発射管を艦橋の後ろに1基持った物で、西側にウィスキー・シングル・シリンダー、58年から60年の間に発射管を2基に増やした物はウィスキー・ツイン・シリンダー（プロイェークト644）、さらに60年から63年の間に発射管を4基に増やした物はウィスキー・ロング・ビン（プロイェークト665）と呼ばれた。
SS-N-3ミサイルを発射するためには浮上しなければならず、シングルとツインシリンダータイプは発射管が水平に配置されたので発射前にさらにこれを上方に向けなければならなかった。
そして最終型のロングビンでさえ運用成績は悪く、ミサイル発射管と水流の摩擦による雑音も目立ち、ウィスキー型はすぐに全艦退役となった。そのうち4隻だけがウィスキー・キャンバス・バッグ（プロイェークト640）として知られるレーダーピケット艦として残され、また2隻が漁業資源調査および海洋学調査用の潜水艦として残った。
ソ連ではその後ロメオ型潜水艦が沿岸警備潜水艦、ジュリエット型潜水艦が誘導ミサイル潜水艦の役をそれぞれ受け持った。
大量に建造されたこともあり退役後も解体処分が進まず、ウラジオストック軍港内の各所には放置状態で係留された艦も多く見られていた。

## 輸出
通常型のみ、誘導ミサイルとレーダーピケット艦は輸出されていない。
- アルバニア（4隻）
- ブルガリア（2隻）
- 中国（5隻、またソ連から供給されたパーツを元に21隻を自国生産、03型として知られる、すでに全艦退役済み）
- エジプト（7隻）
- インドネシア（14隻、うち2隻はスペアパーツとして）
- 北朝鮮（4隻）
- ポーランド（4隻）

その他
- ペプシ海軍 - 財政難となっていた1989年、17隻のウィスキー型潜水艦がペプシコーラ原液との物々交換として清涼飲料水製造会社ペプシコへ渡され、スクラップ工場への仲介とされた[2]。

## 建造
ソビエトでは合計236または215隻のウィスキー級が建造された。ソビエト国防省の造船所長のVADM Burovに1969年から1983年にかけて215隻の建造が承認された。生産計画は以下を参照。
| 年   | ゴーリキー | ニコラエフ | バルティック | コモスモルスク | 合計 |
| ---- | ---------- | ---------- | ------------ | -------------- | ---- |
| 1951 | 1          | -          | -            | -              | 1    |
| 1952 | 4          | 5          | -            | -              | 9    |
| 1953 | 19         | 11         | -            | -              | 30   |
| 1954 | 29         | 14         | -            | 1              | 44   |
| 1955 | 37         | 18         | 8            | 4              | 67   |
| 1956 | 26         | 15         | 4            | 4              | 49   |
| 1957 | -          | 9          | 3            | 2              | 14   |
| 1958 | -          | -          | 1            | -              | 1    |
| 合計 | 116        | 72         | 16           | 11             | 215  |

## スペック
型によって少し異なる
- 水上排水量：1,080t
- 水中排水量：1,350t
- 全長：76.6m（ロングビンは83.3m）
- 幅：6.3 - 6.5m
- 喫水：4.9m
- 出力：水上4,000hp、水中2,500hp
- 速力：水上18.5ノット、水中13ノット、シュノーケル中7ノット
- 航続距離：水上13,500海里、水中6,500海里